# جورجو بوکینو
جورجو بوکینو (ایتالیایی: Giorgio Bocchino; ۱۴ ژوئیهٔ ۱۹۱۳ – ۴ دسامبر ۱۹۹۵) شمشیرباز اهل ایتالیا بود.
وی در مسابقات کشوری و بین‌المللی در مجموع برندهٔ ۱ مدال طلا، ۱ مدال برنز شده‌است.